# José Rodríguez Olazábal
José Rodríguez Olazábal (València, 1906 - 2000) fou un advocat valencià.
Provenent de familia carlista i catòlica, va cursar estudis amb els germans Maristes i els pares Escolapis, encara que sempre es va manifestar com a republicà.
Va realitzar a l'academia Martí el seu últim any de batxillerat, on va ser alumne de Fernando Valera, home cult i humanitari qui le va inculcar l'interés pel pensament lliure i la vida política. Més endavant va estudiar dret a la Universitat de València, establint el seu propi buffet d'advocats a l'any 1928. En 1933, després d'un plante de pressos polítics a la presó model de València, va denunciar públicament el maltracte que havien rebut, que considerava inadmisible "en un régim de dret com la república". Aquell cas va ser l'inici d'una intensa activitat jurídica i militar defenent causes polítiques i socials.
Va exercir la seua professió amb dificultats, en una etapa en la que molts varen pagar amb la seua vida la lealtat a la seua consciencia civil i legal. Va viure la guerra civil com president de la Audiència Territorial de València en agost de 1936 amb la reconstrucció de la administració republicana. Finalitzada la guerra, va exiliar-se.
En Anglaterra -país on es va exiliar- va viure esdeveniments tristos relacionats amb els bombarders de la Luftwaffe, l'intent de l'aviació alemanya de destruir les forces aèries anglesa com a pas previ al pla d'invasió a les illes, treballant junt als obrers espanyols que varen emigrar a causa de la guerra. Posteriorment va treballar al ministeri anglés d'informació i l'Organització Mundial de la Salut a Washington i a Ginebra.